# Bruine sprinkhaan
De bruine sprinkhaan (Chorthippus brunneus) is een rechtvleugelig insect uit de familie veldsprinkhanen (Acrididae), onderfamilie Gomphocerinae. De soort wordt ook wel tot het geslacht Glyptobothrus gerekend.

## Kenmerken
De kleur is overwegend bruin maar kan soms ook groen zijn. Het lichaam is relatief sterk gevlekt. Het halsschild is lichter van kleur, de zijkielen zijn wit en zijn naar elkaar toe geknikt. De bruine sprinkhaan is langgevleugeld, de vleugels hebben een chorthippuslobje en reiken bij beide seksen tot voorbij de achterlijfspunt. De achterlijfspunt is meestal rood gekleurd, zowel bij de mannetjes als de vrouwtjes. Mannetjes bereiken een lengte van 12 tot 17 millimeter, de vrouwtjes zijn 18 tot 25 mm lang.

### Onderscheid met "stadssprinkhanen"
In de steden Antwerpen en Brussel hebben deze sprinkhanen langere vleugels en achterpoten en ook een minder zwaar achterlijf dan soortgenoten die buiten de steden wonen. Daardoor kunnen ze zich vlotter verplaatsen in de stadsjungle, maar deze beter mobiliteit heeft een keerzijde, namelijk een geringere vruchtbaarheid. De stedelijke omgeving met haar schaarse en versnipperde groene plekjes werkt dus als een evolutionaire filter voor deze soort.

### Onderscheid met andere soorten
De bruine sprinkhaan lijkt sterk op de snortikker (C. mollis) en de ratelaar (Glyptobothrus biguttulus). Qua geluid zijn de drie soorten goed uit elkaar te houden maar omdat de vrouwtjes geen geluid maken zijn deze moeilijk op naam te brengen.

## Verspreiding
De bruine sprinkhaan is in vrijwel heel Europa algemeen en komt overal in België en Nederland voor. De habitat bestaat uit verschillende begroeide omgevingen van wegbermen in de stad tot open plekken in het bos en graslanden. Er is niet echt een voorkeur, wat waarschijnlijk het grote verspreidingsgebied verklaart.

## Levenswijze
De bruine sprinkhaan is als volwassen insect te zien van juni tot september en is vooral actief tussen negen uur in de ochtend en zeven uur in de avond. De zang bestaat uit losse ratels, ongeveer zes per tien seconden. Het is tot op zo'n tien meter te horen en wordt alleen voortgebracht in de zon.